# Madeleine Mantock
Madeleine Mantock, née le 20 mai 1990 à Nottingham au Royaume-Uni, est une actrice britannique. 
Elle se fait connaître à la télévision, grâce aux rôles qu'elle incarne dans les séries télévisées Casualty (2011-2012), The Tomorrow People (2013-2014) et Into the Badlands (2015-2017).
En 2018, elle est choisie pour succéder à Shannen Doherty, dans le rôle de l’aînée de la fratrie de sorcières, pour le reboot de la série télévisée fantastique Charmed.

## Biographie

### Formation
Elle a des origines afro-caribéennes et européenne. Elle fréquente et est diplômée, de la Arts Educational Schools de Londres, une école spécialisée dans l'art où ont également étudié Julie Andrews, Finn Jones mais aussi Catherine Zeta-Jones.

### Carrière

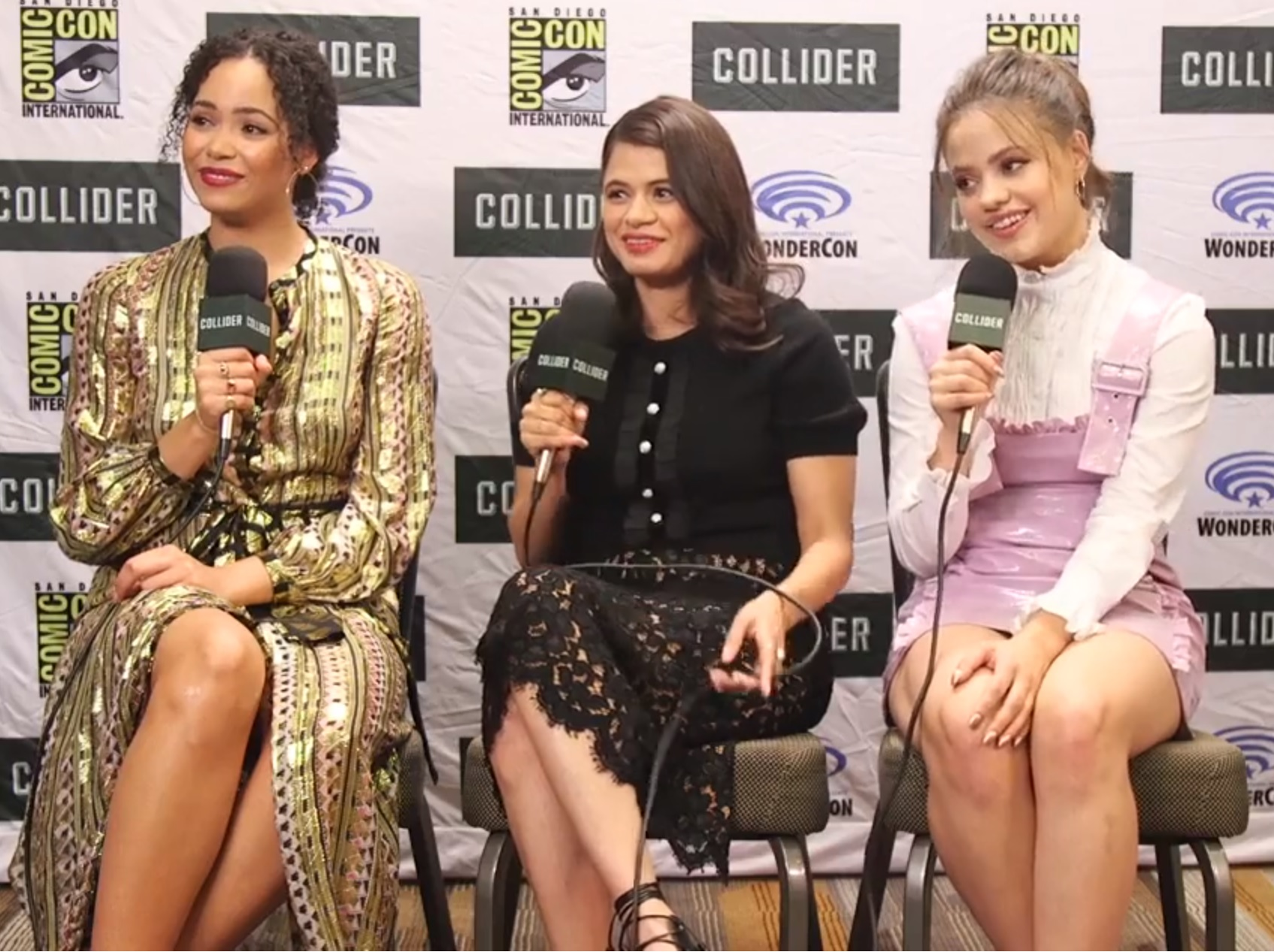
Aux côtés de ses partenaires de Charmed, Melonie Diaz et Sarah Jeffery, lors de la présentation de la série au Comic-Con de San Diego 2018.

Elle débute, et se fait connaître, à la télévision, lorsqu'elle est choisie pour incarner un des personnages principaux de la série télévisée dramatique et médicale, Casualty, avant d'obtenir son diplôme en arts dramatique. Elle incarne Scarlett Conway, pendant 36 épisodes, répartis entre 2011 et 2012.  
Elle s'installe ensuite aux États-Unis puis décroche, entre 2013 et 2014, l'un des premiers rôles de la série de science-fiction, The Tomorrow People, mais celle-ci est arrêtée par le réseau, The CW Television Network, à l'issue de la première saison, faute d'audiences. 
Elle décroche ensuite un petit rôle dans le long métrage Edge of Tomorrow, porté par le tandem Tom Cruise et Emily Blunt, avant de signer pour incarner l'un des personnages principaux de la série d'action Into the Badlands, dans laquelle elle incarne le personnage Veil, de 2015 à 2017. Son interprétation y est d'ailleurs saluée par la critique. 
En 2018, elle décroche un rôle récurrent dans la mini-série dramatique Age Before Beauty, diffusée sur le réseau BBC. 
En 2018, elle rejoint le casting principal de la série Charmed (2018), le reboot de la série télévisée fantastique à succès, Charmed, diffusée entre 1998 et 2006, dans le rôle de Macy Vaughn aux côtés de Sarah Jeffery et Melonie Diaz,,. La série est diffusée depuis le 14 octobre 2018 sur The CW. 

## Filmographie

### Cinéma

#### Longs métrages
- 2014 : Edge of Tomorrow de Doug Liman : Julie
- 2016 : The Truth Commissioner de Declan Recks : Laura
- 2018 : Breaking Brooklyn de Paul Becker : Faith Bryant

#### Court métrage
- 2018 : Sasha and Jo are Getting Married de Pier Wilkie : Sasha / Jo

### Télévision

#### Séries télévisées
- 2011-2012 : Casualty : Scarlett Conway (36 épisodes)
- 2013 : Lee Nelson's Well Funny People : Miss Summers (1 épisode)
- 2013-2014 : The Tomorrow People : Astrid Finch (22 épisodes)
- 2015-2017 : Into the Badlands : Veil (16 épisodes)
- 2018 : Age Before Beauty : Lorelei (6 épisodes)
- 2018 : The Long Song : Miss Clara (saison 1, 3 épisodes)
- 2018 - 2021 : Charmed : Macy Vaughn (rôle principal)